# Roland Ertl (Offizier)
Roland Hans Ertl (* 23. Juli 1945 in Bad Hall, Oberösterreich) ist ein österreichischer Militär. Er war von 2002 bis 2007 Chef des Generalstabes und damit ranghöchster Offizier des Österreichischen Bundesheeres.

## Leben
Ertl begann nach der Ausbildung zum Offizier seine militärische Laufbahn als Zugs- und Kompaniekommandant bei einem Ausbildungsregiment in Salzburg. Nach Auslandseinsätzen am Golan und in Damaskus absolvierte er von 1979 bis 1982 den Generalstabskurs. In den 80er Jahren erfolgt seine militärische Ausbildung in den USA, von 1982 bis 1992 war er in der Nachschubabteilung des Bundesministeriums für Landesverteidigung tätig. Ab 1993 war Ertl Militärberater bei der UNO in New York, im Jahr 2000 wurde er Kommandant des Militärkommandos Salzburg. Ihm folgte im Dezember 2002 Paul Kritsch. Von 1. Dezember 2002 bis zu seiner Pension am 30. November 2007 war Roland Ertl Chef des Generalstabes.
Am 21. Oktober 2005 wurde er in Paris vom französischen Generalstabschef, General Henri Bentégeat, zum Commandeur der französischen Ehrenlegion ernannt. Er ist Ehrenmitglied im Österreichischen Heeressportverband (ÖHSV).

## Auszeichnungen (Auszug)
- Großes Silbernes Ehrenzeichen mit dem Stern für Verdienste um die Republik Österreich (2008)[2]
- Großes Ehrenzeichen für Verdienste um die Republik Österreich
- Wehrdienstzeichen 1. Klasse
- Wehrdienstzeichen 2. Klasse
- Wehrdienstzeichen 3. Klasse
- Wehrdienstmedaille in Bronze
- Großes Goldenes Ehrenzeichen für Verdienste um das Land Wien (2005)
- Commandeur der französischen Ehrenlegion (2005)
- Orden von König Petar Krešimir IV. (2009)

## Sonstiges
Ertl lebt in Salzburg, ist verheiratet und hat drei Kinder.